# Stawyschtsche (Schytomyr, Kwitnewe)
Stawyschtsche (ukrainisch Ставище; russisch Ставище Stawischtsche) ist ein Dorf im Südosten der ukrainischen Oblast Schytomyr mit etwa 450 Einwohnern (2001).
Das erstmals 1618 schriftlich erwähnte Dorf gehört seit 2017 zur Landgemeinde der Ortschaft Kwitnewe im Osten des Rajon Schytomyr an der Grenze zum Rajon Fastiw der Oblast Kiew.
Die Ortschaft liegt 25 km östlich von Popilnja und 95 km südöstlich vom Rajon- und Oblastzentrum Schytomyr.

## Persönlichkeiten
- Tadej Rylskyj (1841–1902), ukrainischer sozialer und kultureller Aktivist, Journalist, Ethnograph, Anthropologe und Ökonom kam im Dorf zur Welt
- Wassyl Kutscher (1911–1967), ukrainisch-sowjetischer Schriftsteller besuchte hier die Schule